# ワラスト
ワラストはつぼいひろきが発起人となって結成されたギャグ系イラストレーター集団。

## 概要
- 2004年にイラストレーターのつぼいひろきと室木おすしが同業種の情報交換サークルとして発足。現在は「イラストを通じて世の中に笑いを運び、あわよくば仕事の依頼をいただく」ことも活動内容に'追加され、お笑いイラストをテーマとしたイベントなどを行っている。
- 「ワラスト」という名称は「お笑い」と「イラスト」を掛け合わせた造語である。
- 運営はスタッフと呼ばれる一部のメンバーで行われており、外部ブレーンも存在する。

## 所属

### スタッフ
- つぼいひろき
- 室木 おすし
- いとう みつる
- 小豆 だるま
- なとみ みわ
- とげとげ
- オゼキイサム
- 成瀬　瞳
- 森越ハム

### メンバー
- タテノカズヒロ
- カツヤマケイコ
- おぐらなおみ
- ハマダミノル
- 森マサコ
- 沼田健
- えのきのこ
- 服部ともあき
- 辻本そう
- 亀久
- ウネハラユウジ
- kazugon
- ジョルジュ・ピロシキ
- サトウヨーコ
- 関根いくみ
- 八朔モモ
- かたおかともこ
- ハセガイルダー
- やましたともこ
- にがおえのSato.
- オオノマサフミ
- シライカズアキ
- 大串ゆうじ
- カマタミワ
- 赤星ポテ子
- 香川尚子
- 加藤のりこ
- タナカケンイチロウ
- テツアレイミホ
- みじんこ奥サン
- 渡辺貴博
- 森原由貴
- キタダイ マユ
- 河南好美
- 青木健太郎
- イケウチリリー

### 外部ブレーン
- 安井一郎（コピーライター）
- 増子博昭（経営者）

## 活動
- 2012年7月　ワラストナイト　～イラストレーターの全貌が半貌くらいわかる！～（イベント）
- 2012年11月　第18回東京ファッショングッズトレードショー（オリジナルキャラクターの企画展示）
- 2013年7月　ワラストナイト2　～怪奇!! 真夏のズッコケホラーナイト!!～（イベント）
- 2014年10月　ワラストナイト3　～ライブ版 ヘタでもなれた！ イラストレーター～（イベント）